# Saison 1994-1995 du Stade rennais FC
Maillots
Chronologie
Saison précédente Saison suivante
La saison 1994-1995 du Stade rennais football club débute le 28 juillet 1994 avec la première journée du Championnat de France de Division 1, pour se terminer le 31 mai 1995 avec la dernière journée de cette même compétition.
Le Stade rennais FC est également engagé en Coupe de France et dans la première édition officielle de la Coupe de la Ligue.

## Résumé de la saison
De retour en D1 après deux saisons d'exil en D2, le Stade rennais souhaite désormais s'y maintenir sur la durée. Pour cette saison 1994-1995, il est aidé en cela par le maintien administratif de l'Olympique de Marseille en deuxième division, ce qui ne contraint que deux clubs à descendre, sur les vingt engagés. Autre changement, comme en 1988-1989, la victoire passe à trois points.
Le club fait à l'intersaison le choix de se renforcer avec des éléments ayant l'expérience des exigences de la D1, comme Pascal Fugier, Jean-Christophe Thomas et les internationaux Gilles Rousset et Jean-Pierre Cyprien. Ce dernier fait cependant un passage express en Bretagne, puisqu'il est immédiatement prêté au Torino FC, en Italie. Un double transfert dont la validité sera mise en question avant d'être autorisé en mai par la FIFA concernant son prêt à Turin avant que la Ligue ne valide à son tour le transfert de Saint-Étienne à Rennes au début de la saison suivante. Cyprien, gravement blessé au genou au début de l'année 1994, et qui fera plusieurs rechutes en Italie, ne jouera que deux matchs de l'autre côté des Alpes avant de retourner à Rennes.
Outre les joueurs pré-cités, le Stade rennais enregistre également l'arrivée de quelques jeunes espoirs, comme Patrice Carteron, qui avait déjà failli venir à Rennes en 1992 et Samuel Michel, auteur la saison précédente de 23 buts avec le Red Star en D2. Enfin, à la recherche d'un buteur, le club porte son choix sur un jeune suisse du nom de Marco Grassi après avoir contacté l'expérimenté Rudi Völler. L'élégant Grassi est accompagné de Christophe Ohrel, qui arrive pour sa part en prêt. Côté départs, seuls des mouvements mineurs sont à noter, le Stade rennais laissant partir des joueurs n'ayant pas donné ou ne donnant plus satisfaction, comme Patrick Guillou, Majid Musisi, Sylvain Ripoll et Bruno Roux. Michel Sorin prendra lui progressivement du recul avec le groupe professionnel, devenant entraîneur de l'équipe réserve en novembre en remplacement d'Yves Colleu, appelé pour devenir l'adjoint de Michel Le Milinaire.
Alors que Grassi et Ohrel ne sont pas encore qualifiés pour jouer sous les couleurs rennaises, le club commence sa saison par deux matchs et un revers très lourd sur la pelouse du RC Lens (0 - 5). De quoi laisser craindre une nouvelle saison difficile, mais lors de la journée suivante, Grassi fait des débuts concluants contre les Girondins de Bordeaux, marque un but, et contribue à la victoire de son équipe (2 - 0) tout en se mettant le public rennais dans la poche. Dès lors, le SRFC réalise une saison correcte, et se cale tranquillement dans le ventre mou du classement, loin des premières places, mais suffisamment au-devant de la zone de relégation.
Les manques défensifs de l'équipe lui valent néanmoins d'essuyer quelques défaites cuisantes, comme celle concédée à Caen fin octobre (1 - 5) ou au Havre début décembre (0 - 4). L'association Fugier-Denis ne donnant manifestement pas satisfaction en défense centrale, le Stade rennais entreprend de recruter un joker à ce poste. L'élu sera finalement le Danois Brian Jensen, qui fait ses débuts en décembre au côté de Denis, reléguant Fugier sur l'aile droite. Son arrivée coïncide avec un regain de forme des Rennais, qui glissaient dangereusement vers le fond du classement depuis novembre. Elle ne leur permet en revanche pas de tirer leur épingle du jeu dans les coupes nationales, le SRFC se faisant éliminer d'entrée en Coupe de France, avant d'être éliminés peu glorieusement de la toute nouvelle Coupe de la Ligue, à l'issue d'une séance de tirs au but perdue à Châteauroux.
Au printemps, une nouvelle série de six matchs sans victoire entraîne de nouveau l'équipe dans les tréfonds du classement, à la limite de la zone de relégation. Lors de la 33e journée, la réception de Caen s'annonce décisive. Une large victoire (5 - 0) plus tard, et le maintien en Division 1 apparaît comme quasiment acquis. Le Milinaire et ses hommes feront même mieux en s'offrant deux nouvelles larges victoires à domicile pour boucler leur saison, face à Martigues (5 - 1) et surtout face à un Paris Saint-Germain médusé (4 - 0). Comme contre Caen, Marco Grassi inscrira lors de ces deux matchs un doublé. Treizième au classement final, le Stade rennais s'offre ainsi sa meilleure saison depuis 1985-1986, et assure son avenir immédiat dans l'élite.

## Transferts en 1994-1995
| Nom                    | Nationalité | Provenance/Destination        |
| Arrivées               |             |                               |
| Patrice Carteron       | France      | Stade lavallois               |
| Jean-Pierre Cyprien    | France      | AS Saint-Étienne              |
| Pascal Fugier          | France      | Olympique de Marseille        |
| Marco Grassi           | Suisse      | FC Zurich                     |
| Brian Jensen           | Danemark    | Brøndby IF                    |
| Régis Le Bris          | France      | Formé au club                 |
| David Merdy            | France      | Stade brestois                |
| Samuel Michel          | France      | AS Red Star                   |
| Christophe Ohrel       | Suisse      | Servette FC (prêt)            |
| Gilles Rousset         | France      | Olympique de Marseille        |
| Jean-Christophe Thomas | France      | Olympique de Marseille        |
| David Voisin           | France      | AS Cherbourg                  |
| Départs                |             |                               |
| Frédéric Cado          | France      | SRFC amateurs                 |
| Sébastien Chauvel      | France      | AS Angoulême                  |
| Jacky Colin            | France      | arrêt                         |
| Jean-Pierre Cyprien    | France      | Torino FC (prêt)              |
| Émerick Darbelet       | France      | Le Mans UC (prêt)             |
| Patrick Guillou        | France      | La Berrichonne de Châteauroux |
| Majid Musisi           | Ouganda     | Bursaspor                     |
| Sylvain Ripoll         | France      | Le Mans UC (prêt)             |
| Bruno Roux             | France      | La Berrichonne de Châteauroux |

## L'effectif de la saison
| Poste¹ | Nat.² | Nom                    | Naissance         | Sélection³ | Championnat | Championnat | Coupe France | Coupe France | Coupe Ligue | Coupe Ligue | Total Saison | Total Saison | Notes                            |
| Poste¹ | Nat.² | Nom                    | Naissance         | Sélection³ | M           | But inscrit | M            | But inscrit  | M           | But inscrit | M            | But inscrit  | Notes                            |
| ------ | ----- | ---------------------- | ----------------- | ---------- | ----------- | ----------- | ------------ | ------------ | ----------- | ----------- | ------------ | ------------ | -------------------------------- |
| M      | FRA   | Frédéric Adam          | 11 août 1973      | -          | 0           | 0           | 0            | 0            | 0           | 0           | 0            | 0            |                                  |
| A      | FRA   | Pierre-Yves André      | 14 mai 1974       | -          | 33          | 5           | 1            | 0            | 1           | 0           | 35           | 5            |                                  |
| D      | FRA   | Patrice Carteron       | 30 juillet 1970   | -          | 34          | 1           | 1            | 0            | 2           | 1           | 37           | 2            |                                  |
| D      | FRA   | Olivier Dall'Oglio     | 16 mai 1964       | -          | 10          | 0           | 0            | 0            | 0           | 0           | 10           | 0            |                                  |
| D      | FRA   | François Denis         | 14 mai 1964       | -          | 34          | 6           | 1            | 0            | 2           | 0           | 37           | 6            |                                  |
| D      | FRA   | Pascal Fugier          | 22 septembre 1968 | -          | 37          | 1           | 0            | 0            | 2           | 0           | 39           | 1            |                                  |
| M      | FRA   | Jocelyn Gourvennec     | 22 mars 1972      | A'         | 36          | 9           | 1            | 0            | 2           | 0           | 39           | 9            |                                  |
| A      | SUI   | Marco Grassi           | 8 août 1968       | A          | 28          | 15          | 1            | 1            | 2           | 0           | 31           | 16           |                                  |
| M      | FRA   | Laurent Huard          | 26 août 1973      | -          | 16          | 0           | 0            | 0            | 0           | 0           | 16           | 0            |                                  |
| D      | BUL   | Nikolaï Iliev          | 31 mars 1964      | A          | 4           | 0           | 0            | 0            | 0           | 0           | 4            | 0            |                                  |
| D      | DEN   | Brian Jensen           | 23 avril 1968     | A          | 16          | 0           | 1            | 0            | 2           | 0           | 19           | 0            | Arrive en décembre de Brøndby IF |
| M      | FRA   | Loïc Lambert           | 25 octobre 1966   | -          | 36          | 3           | 1            | 0            | 1           | 0           | 38           | 3            |                                  |
| D      | FRA   | Régis Le Bris          | 6 décembre 1975   | -          | 2           | 0           | 0            | 0            | 0           | 0           | 2            | 0            |                                  |
| M      | FRA   | Ulrich Le Pen          | 23 janvier 1974   | -          | 20          | 1           | 0            | 0            | 1           | 0           | 21           | 1            |                                  |
| D      | FRA   | Cyril L'Helgouach      | 25 septembre 1970 | -          | 5           | 0           | 0            | 0            | 0           | 0           | 5            | 0            |                                  |
| A      | FRA   | David Merdy            | 19 décembre 1975  | -          | 2           | 1           | 0            | 0            | 0           | 0           | 2            | 1            |                                  |
| A      | FRA   | Samuel Michel          | 11 février 1971   | -          | 17          | 2           | 0            | 0            | 1           | 0           | 18           | 2            |                                  |
| M      | SUI   | Christophe Ohrel       | 7 avril 1968      | A          | 34          | 2           | 1            | 0            | 2           | 0           | 37           | 2            |                                  |
| M      | FRA   | Jean-Luc Ribar         | 26 février 1965   | -          | 4           | 0           | 1            | 0            | 0           | 0           | 5            | 0            |                                  |
| G      | FRA   | Pascal Rousseau        | 4 mars 1962       | -          | 16          | 0           | 0            | 0            | 1           | 0           | 17           | 0            |                                  |
| G      | FRA   | Gilles Rousset         | 22 août 1963      | A          | 22          | 0           | 1            | 0            | 1           | 0           | 24           | 0            |                                  |
| D      | FRA   | Michel Sorin           | 18 septembre 1961 | -          | 7           | 0           | 0            | 0            | 0           | 0           | 7            | 0            |                                  |
| M      | FRA   | Jean-Christophe Thomas | 16 octobre 1964   | -          | 31          | 2           | 1            | 0            | 2           | 0           | 34           | 2            |                                  |
| M      | FRA   | Jean-Luc Vasseur       | 1er janvier 1969  | -          | 16          | 0           | 1            | 0            | 1           | 0           | 18           | 0            |                                  |
| A      | FRA   | David Voisin           | 12 octobre 1975   | -          | 2           | 0           | 0            | 0            | 0           | 0           | 2            | 0            |                                  |
| A      | FRA   | Sylvain Wiltord        | 10 mai 1974       | -          | 25          | 5           | 1            | 0            | 2           | 1           | 28           | 6            |                                  |

- 1 : G, Gardien de but ; D, Défenseur ; M, Milieu de terrain ; A, Attaquant
- 2 : Nationalité sportive, certains joueurs possédant une double-nationalité
- 3 : sélection la plus élevée obtenue

## Les rencontres de la saison

### Liste
| Match | Date         | Compétition       | Tour        | Adversaire       | Lieu ¹ | Score    | Class.   | Buteurs pour le Stade rennais   |
| ----- | ------------ | ----------------- | ----------- | ---------------- | ------ | -------- | -------- | ------------------------------- |
| 1     | 28 juillet   | Division 1        | 1           | Saint-Étienne    | E      | 1–1      | 7        | Denis                           |
| 2     | 2 août       | Division 1        | 2           | Le Havre         | D      | 0–0      | 13       |                                 |
| 3     | 5 août       | Division 1        | 3           | Lens             | E      | 0-5      | 17       |                                 |
| 4     | 13 août      | Division 1        | 4           | Bordeaux         | D      | 2–0      | 12       | Le Pen Grassi                   |
| 5     | 20 août      | Division 1        | 5           | Sochaux          | E      | 3–1      | 8        | Denis Grassi                    |
| 6     | 26 août      | Division 1        | 6           | Strasbourg       | D      | 1-1      | 8        | Grassi                          |
| 7     | 31 août      | Division 1        | 7           | Nantes           | E      | 0–2      | 12       |                                 |
| 8     | 9 septembre  | Division 1        | 8           | Cannes           | D      | 3–1      | 8        | Lambert Gourvennec Grassi       |
| 9     | 17 septembre | Division 1        | 9           | Monaco           | E      | 0–0      | 11       |                                 |
| 10    | 23 septembre | Division 1        | 10          | Metz             | D      | 1–2      | 11       | André                           |
| 11    | 1er octobre  | Division 1        | 11          | Bastia           | E      | 2–1      | 11       | Thomas Gourvennec               |
| 12    | 11 octobre   | Division 1        | 12          | Auxerre          | D      | 2-2      | 10       | Michel Wiltord                  |
| 13    | 14 octobre   | Division 1        | 13          | Lyon             | E      | 0-3      | 11       |                                 |
| 14    | 22 octobre   | Division 1        | 14          | Lille            | D      | 1-0      | 11       | Michel                          |
| 15    | 28 octobre   | Division 1        | 15          | Caen             | E      | 1–5      | 11       | Grassi                          |
| 16    | 5 novembre   | Division 1        | 16          | Nice             | D      | 3–1      | 11       | Gourvennec Grassi André         |
| 17    | 9 novembre   | Division 1        | 17          | Paris SG         | E      | 1-2      | 11       | Gourvennec                      |
| 18    | 19 novembre  | Division 1        | 18          | Martigues        | E      | 0-1      | 11       |                                 |
| 19    | 26 novembre  | Division 1        | 19          | Montpellier      | D      | 2-2      | 11       | Lambert Grassi                  |
| 20    | 2 décembre   | Division 1        | 20          | Le Havre         | E      | 0–4      | 13       |                                 |
| 21    | 17 décembre  | Division 1        | 21          | Lens             | D      | 0-1      | 15       |                                 |
| 22    | 3 janvier    | Coupe de la Ligue | 1/16 finale | Sedan (D2)       | D      | 1-0      | 1-0      | Wiltord                         |
| 23    | 7 janvier    | Division 1        | 22          | Bordeaux         | E      | 1-2      | 15       | André                           |
| 24    | 15 janvier   | Coupe de France   | 1/32 finale | Paris SG         | E      | 1-3 a.p. | 1-3 a.p. | Grassi                          |
| 25    | 28 janvier   | Division 1        | 23          | Strasbourg       | E      | 2-2      | 15       | Grassi Wiltord                  |
| 26    | 3 février    | Coupe de la Ligue | 1/8 finale  | Châteauroux (D2) | E      | 1-1 a.p² | 1-1 a.p² | Carteron                        |
| 26    | 4 février    | Division 1        | 24          | Sochaux          | D      | 2–1      | 14       | Denis Wiltord                   |
| 28    | 8 février    | Division 1        | 25          | Nantes           | D      | 1-1      | 15       | Gourvennec                      |
| 29    | 11 février   | Division 1        | 26          | Cannes           | E      | 1-0      | 13       | André                           |
| 30    | 24 février   | Division 1        | 27          | Monaco           | D      | 1–3      | 13       | Gourvennec                      |
| 31    | 4 mars       | Division 1        | 28          | Metz             | E      | 0–1      | 13       |                                 |
| 32    | 10 mars      | Division 1        | 29          | Bastia           | D      | 2-2      | 13       | Ohrel Grassi                    |
| 33    | 22 mars      | Division 1        | 30          | Auxerre          | E      | 2–2      | 13       | Thomas Denis                    |
| 34    | 1er avril    | Division 1        | 31          | Lyon             | D      | 1–1      | 14       | Gourvennec                      |
| 35    | 8 avril      | Division 1        | 32          | Lille            | E      | 0-1      | 18       |                                 |
| 36    | 15 avril     | Division 1        | 33          | Caen             | D      | 5-0      | 13       | Wiltord Ohrel Grassi Gourvennec |
| 37    | 29 avril     | Division 1        | 34          | Nice             | E      | 0–1      | 14       |                                 |
| 38    | 6 mai        | Division 1        | 35          | Paris SG         | D      | 4–0      | 13       | Carteron Grassi André           |
| 39    | 20 mai       | Division 1        | 36          | Martigues        | D      | 5-1      | 13       | Fugier Grassi Denis Gourvennec  |
| 40    | 27 mai       | Division 1        | 37          | Montpellier      | E      | 1-0      | 13       | Lambert                         |
| 41    | 31 mai       | Division 1        | 38          | Saint-Étienne    | D      | 2–2      | 13       | Wiltord Merdy                   |

- 1 N : terrain neutre ; D : à domicile ; E : à l'extérieur ; drapeau : pays du lieu du match international
- 2 1 - 3 aux tirs au but

## Bilan des compétitions
| Compétition       | Vainqueur final      | Débute au tour | Place ou tour final | Première rencontre | Dernière rencontre | Nombre |
| ----------------- | -------------------- | -------------- | ------------------- | ------------------ | ------------------ | ------ |
| Division 1        | FC Nantes Atlantique | 1re journée    | 13e                 | 28 juillet 1994    | 31 mai 1995        | 38     |
| Coupe de la Ligue | Paris SG             | 1/16 de finale | 1/8 de finale       | 3 janvier 1995     | 1er février 1995   | 2      |
| Coupe de France   | Paris SG             | 1/32 de finale | 1/32 de finale      | 15 janvier 1995    | 15 janvier 1995    | 1      |

### Division 1

#### Classement
| Rang | Équipe     | Pts | J  | G  | N  | P  | Bp | Bc | Diff |
| ---- | ---------- | --- | -- | -- | -- | -- | -- | -- | ---- |
| 10   | Strasbourg | 51  | 38 | 13 | 12 | 13 | 43 | 43 | 0    |
| 11   | Martigues  | 51  | 38 | 13 | 12 | 13 | 37 | 49 | -12  |
| 12   | Le Havre   | 49  | 38 | 12 | 13 | 13 | 46 | 49 | -3   |
| 13   | Rennes     | 48  | 38 | 12 | 12 | 14 | 53 | 55 | -2   |
| 14   | Lille      | 48  | 38 | 13 | 9  | 16 | 29 | 44 | -15  |
| 15   | Bastia     | 44  | 38 | 11 | 11 | 16 | 44 | 56 | -12  |
| 16   | Nice       | 43  | 38 | 11 | 10 | 17 | 39 | 52 | -13  |

#### Résultats
| Total | Total | Total | Total | Total | Total | Total | Total | Domicile | Domicile | Domicile | Domicile | Domicile | Domicile | Extérieur | Extérieur | Extérieur | Extérieur | Extérieur | Extérieur |
| J     | G     | N     | P     | Bp    | Bc    | Diff  | Pts   | G        | N        | P        | Bp       | Bc       | Diff     | G         | N         | P         | Bp        | Bc        | Diff      |
| ----- | ----- | ----- | ----- | ----- | ----- | ----- | ----- | -------- | -------- | -------- | -------- | -------- | -------- | --------- | --------- | --------- | --------- | --------- | --------- |
| 38    | 12    | 12    | 14    | 53    | 55    | -2    | 48    | 8        | 8        | 3        | 38       | 21       | +17      | 4         | 4         | 11        | 15        | 34        | -19       |

#### Résultats par journée
| Journée   | 01 | 02 | 03 | 04 | 05 | 06 | 07 | 08 | 09 | 10 | 11 | 12 | 13 | 14 | 15 | 16 | 17 | 18 | 19 | 20 | 21 | 22 | 23 | 24 | 25 | 26 | 27 | 28 | 29 | 30 | 31 | 32 | 33 | 34 | 35 | 36 | 37 | 38 |
| --------- | -- | -- | -- | -- | -- | -- | -- | -- | -- | -- | -- | -- | -- | -- | -- | -- | -- | -- | -- | -- | -- | -- | -- | -- | -- | -- | -- | -- | -- | -- | -- | -- | -- | -- | -- | -- | -- | -- |
| Terrain   | E  | D  | E  | D  | E  | D  | E  | D  | E  | D  | E  | D  | E  | D  | E  | D  | E  | E  | D  | E  | D  | E  | E  | D  | D  | E  | D  | E  | D  | E  | D  | E  | D  | E  | D  | D  | E  | D  |
| Résultats | N  | N  | D  | V  | V  | N  | D  | V  | N  | D  | V  | N  | D  | V  | D  | V  | D  | D  | N  | D  | D  | D  | N  | V  | N  | V  | D  | D  | N  | N  | N  | D  | V  | D  | V  | V  | V  | N  |
| Points    | 1  | 2  | 2  | 5  | 8  | 9  | 9  | 12 | 13 | 13 | 16 | 17 | 17 | 20 | 20 | 23 | 23 | 23 | 24 | 24 | 24 | 24 | 25 | 28 | 29 | 32 | 32 | 32 | 33 | 34 | 35 | 35 | 38 | 38 | 41 | 44 | 47 | 48 |
| Place     | 7  | 13 | 17 | 12 | 8  | 8  | 12 | 8  | 11 | 11 | 11 | 10 | 11 | 11 | 11 | 11 | 11 | 11 | 11 | 13 | 15 | 15 | 15 | 14 | 15 | 13 | 13 | 13 | 13 | 13 | 14 | 18 | 13 | 14 | 13 | 13 | 13 | 13 |

Source : Liste des rencontres

Terrain : D = Domicile ; E = Extérieur. Résultat: D = Défaite ; N = Nul ; V = Victoire.